# Коле Канучо (Фрозиноне)
Коле Канучо је насеље у Италији у округу Фрозиноне, региону Лацио.
Према процени из 2011. у насељу је живело 65 становника. Насеље се налази на надморској висини од 262 м.